# Eudromaeosauria

Verschillende Eudromaeosauria

De Eudromaeosauria zijn een groep theropoden behorend tot de Deinonychosauria.
In 2009 benoemden Phil Currie en Nicholas Longrich het geslacht Hesperonychus. Via een exacte kladistische analyse poogden zij te bepalen wat de verwantschappen waren van de door hun nieuw benoemde soort Hesperonychus elizabethae. De uitkomst daarvan was dat die in de Microraptorinae viel, een basale deelgroep van de Dromaeosauridae. Om een tegenstelling te maken met de meer afgeleide dromaeosauriërs benoemden zij bij die gelegenheid daarvoor een aparte klade, monofyletische afstammingsgroep, Eudromaeosauria, de "Ware Dromaeosauriërs".
De Eudromaeosauria werden gedefinieerd als: de groep bestaande uit de laatste gemeenschappelijke voorouder van Saurornitholestes langstoni, Deinonychus antirrhopus, Dromaeosaurus albertensis, en Velociraptor mongoliensis, en al zijn afstammelingen.
De zekere leden van de groep bestaan uit vrij kleine roofsauriërs uit het Krijt van Azië en Noord-Amerika, echter ook middelgrote vormen als Utahraptor zijn mogelijke eudromaeosauriërs.